# Thomas Elbert
Thomas Elbert (Lindenberg im Allgäu, 3 de março de 1950) é um neuropsicólogo alemão.

## Vida e carreira
Elbert estudou física e psicologia em Munique (Diploma em 1975) e obteve um doutorado em 1978, na Universidade de Tübingen, onde foi professor em seguida até 1989, com interrupções para ser professor visitante na Universidade Estadual da Pensilvânia e na Universidade Stanford (1987/1988).
Em 1990 foi professor da Universidade de Constança e seguiu em 1991 para a Universitätsklinikum Münster. Em 1995, retornou para Constança, onde é atualmente professor de psicologia clínica e neuropsicologia clínica.
Elbert é especialista em pesquisa sobre trauma psicológico. Realiza estudos de campo em regiões de conflito como Afeganistão, República Democrática do Congo, Ruanda, Somália, Sri Lanka e Uganda.
Elbert foi eleito em 2009 membro da Academia Leopoldina; sendo também membro da Academia das Ciências de Berlim. Recebeu o Prêmio de Ciências Hector de 2010. Foi eleito em 2023 membro da Academia Europaea.